# MulFullIdent
MulFullIdent — полный мультилинейный алгоритм шифрования на основе идентификационных данных. Протокол построен на основе метода Фуджисаки-Окамото, предложенного в 1999 году. Алгоритм является улучшением протокола MulBasicIdent.

## Параметры протокола
Введены следующие обозначения для параметров и групп, использующихся в алгоритме:
- {\displaystyle n} — число участвующих в генерации общего ключа сторон;
- {\displaystyle ID_{i}} — уникальное двоичное число (идентификатор) пользователя с номером {\displaystyle i};
- {\displaystyle G_{1}} — аддитивная циклическая группа;
- {\displaystyle G_{2}} — мультипликативная циклическая группа.

Группы {\displaystyle G_{1}} и {\displaystyle G_{2}} используются для дальнейшего построения мультилинейного отображения.

## Описание алгоритма
Протокол представлен этапами инициализации, получения закрытого ключа, шифрования и расшифрования. Пусть {\displaystyle k\in \mathbb {Z} } — принимаемый алгоритмом на этапе инициализации параметр стойкости.

### Инициализация
1. На основе {\displaystyle k} Центром генерации закрытых ключей (PKG) вырабатывается простой порядок {\displaystyle q} групп {\displaystyle G_{1}} и {\displaystyle G_{2}}, {\displaystyle 2n}-мультилинейное отображение {\displaystyle \mu \colon \underbrace {G_{1}\times G_{1}\times \ldots \times G_{1}} _{2n}\to G_{2}} и произвольный образующий элемент группы {\displaystyle P\in G_{1}}.
2. Центром PKG случайным образом выбираются элементы {\displaystyle s_{1},\ldots ,s_{n}\in \mathbb {Z} _{q}^{*}} и вычисляется набор открытых ключей {\displaystyle P_{pub_{1}}=s_{1}P,\ldots ,P_{pub_{n}}=s_{n}P\in G_{1}}.
3. Центром PKG выбираются криптографические хеш-функции {\displaystyle H_{1}\colon \{0,1\}^{*}\to G_{1}^{*}} и {\displaystyle H_{2}\colon G_{2}\to \{0,1\}^{l}} для некоторого {\displaystyle l\in \mathbb {Z} }, {\displaystyle H_{3}:\{0,1\}^{l}\times \{0,1\}^{l}\to \mathbb {Z} _{q}^{*}} и {\displaystyle H_{4}:\{0,1\}^{l}\to \{0,1\}^{l}}.

В данном алгоритме пространства сообщений и шифротекстов представляют собой множества {\displaystyle \vartheta =\{0,1\}^{l}} и {\displaystyle C=G_{1}^{*}\times \{0,1\}^{l}\times \{0,1\}^{l}} соответственно, элементы {\displaystyle s_{1},\ldots ,s_{n}\in \mathbb {Z} _{q}^{*}} являются мастер-ключами абонентов, а системными параметрами является набор {\displaystyle \langle G_{1},G_{2},\mu ,l,P,P_{pub_{1}},\ldots ,P_{pub_{n}},H_{1},H_{2},H_{3},H_{4}\rangle }.

### Получение закрытого ключа
1. Для идентификаторов абонентов {\displaystyle ID_{1},\ldots ,ID_{n}\in \{0,1\}^{*}} Центр PKG вычисляет {\displaystyle Q_{ID_{1}}=H_{1}(ID_{1})\in G_{1}^{*},\ldots ,Q_{ID_{n}}=H_{1}(ID_{n})\in G_{1}^{*}}.
2. Центр PKG вычисляет и передает абонентам по защищенному каналу закрытые ключи {\displaystyle d_{ID_{1}}=s_{1}Q_{ID_{1}},\ldots ,d_{ID_{n}}=s_{n}Q_{ID_{n}}}, {\displaystyle d_{ID_{i}}\in G_{1}}, где {\displaystyle s_{1},\ldots ,s_{n}} — мастер-ключи.

### Шифрование
Для шифрования сообщения {\displaystyle M} с помощью идентификаторов {\displaystyle ID_{1},\ldots ,ID_{n}\in \{0,1\}^{*}:} абонент выполняет следующие операции:
1. Вычисляет {\displaystyle Q_{ID_{1}}=H_{1}(ID_{1})\in G_{1}^{*},\ldots ,Q_{ID_{n}}=H_{1}(ID_{n})\in G_{1}^{*}}.
2. Выбирает случайный вектор {\displaystyle \sigma \in \{0,1\}^{l},l\in \mathbb {Z} }.
3. Вычисляет {\displaystyle r=H_{3}(\sigma ,M),r\in \mathbb {Z} _{q}^{*}}.
4. Вычисляет шифротекст {\displaystyle C=\langle rP,\sigma \oplus H_{2}(g^{r}),M\oplus H_{4}(\sigma )\rangle }, где {\displaystyle g=\mu (Q_{ID_{1}},\ldots ,Q_{ID_{n}},P_{pub_{1}},\ldots ,P_{pub_{n}})\in G_{2}^{*}}.

### Расшифрование
Для расшифрования шифротекста {\displaystyle C=\langle U,V,W\rangle } абонентом с идентификатором {\displaystyle ID_{i}} с помощью закрытого ключа {\displaystyle d_{ID_{i}}\in G_{1}^{*}} выполняются следующие процедуры.
1. Если {\displaystyle U\notin G_{1}^{*}}, то шифротекст не принимается. В противном случае, с помощью закрытого ключа {\displaystyle d_{ID_{i}}\in G_{1}^{*}} вычисляется

{\displaystyle V\oplus H_{2}(\mu (Q_{ID_{1}},\ldots ,Q_{ID_{i-1}},d_{ID_{i}},Q_{ID_{i+1}},\ldots ,Q_{ID_{n}},P_{pub_{1}},\ldots ,P_{pub_{i-1}},U,P_{pub_{i+1}},\ldots ,P_{pub_{n}}))=\sigma .}
1. Абонентом вычисляется {\displaystyle W\oplus H_{4}(\sigma )=M}.
2. Абонентом вычисляется {\displaystyle r=H_{3}(\sigma ,M),r\in \mathbb {Z} _{q}^{*}} и проверяется {\displaystyle U=rP}.

Если равенство не выполняется, то шифротекст не принимается, противном случае полагается, что {\displaystyle M} — открытый текст.
Корректность алгоритма потдверждается аналогично MulBasicIdent.